# عمارت گمرک
عمارت گمرک (هفت بنگله) مربوط به دوره قاجار است و در بوشهر، محله بهمنی واقع شده و این اثر در تاریخ ۲۵ اسفند ۱۳۷۹ با شمارهٔ ثبت ۳۶۴۳ به‌عنوان یکی از آثار ملی ایران به ثبت رسیده است.